# Dąbcze
Dąbcze – wieś w Polsce położona w województwie wielkopolskim, w powiecie leszczyńskim, w gminie Rydzyna.

## Historia
Miejscowość pierwotnie związana była z Wielkopolską. Ma metrykę średniowieczną i istnieje co najmniej od XIV wieku. Wymieniona pierwszy raz w dokumencie zapisanym po łacinie z 1391 jako Damecz, 1395 Dampcze, 1407 Damesz, 1420 Damiec, 1446 Dambecz, 1479 Damecz zwany Brothky, 1530 Daniecz, 1564 Dawniecz.
Wieś była własnością szlachecką należącą do lokalnej szlachty wielkopolskiej z rodu Czyrnińskich oraz Rydzyńskich z Rydzyny. W 1420 leżała w powiecie kościańskim Korony Królestwa Polskiego. Od 1410 miejscowość należała do parafii Rydzyna w dekanacie Śrem.
W 1391 odnotowany został proces sądowy jaki toczyli Tworek oraz Szczepan z Tworzanic z panem Jarostem z Sulęcina koło Środy w powiecie pyzdrskim właściciela w Dąbczu. W 1395 miał miejsce spór o granice pomiędzy właścicielami Dąbcza oraz Tworzanic. Pełnomocnicy Jana Czyrnińskiego z Czerniny na Dolnym Śląsku, dziedzica w Rydzynie oraz w Dąbczu oraz Tworzyjańskich z Tworzyjanic, (obecnie Tworzanice) domagali się w sądzie zburzenia starych kopców granicznych pomiędzy Dąbczem i Tworzyjanicami oraz usypania nowych. W 1479 odnotowano we wsi łany opuszczone t.zw. Zegadłowskie (org. Zegadlowskye), zwane też Brodki, a także okoliczne łąki oraz wręby leśne. 
W latach 1394–1422 właścicielem we wsi był starosta wschowski Jan Czyrniński. Po jego śmierci w 1422 majątek w Dąbczu odziedziczył jego syn Szczepan Rydzyński. W 1427 dziedzic ten sprzedał Pawłowi Długiemu oraz jego żonie Katarzynie czynsz roczny w wysokości 17 grzywien groszy praskich zapisany na wsi Dąbcze. W 1446, syn Szczepana, Jan z Rydzyny zapisał żonie Agnieszce po 400 grzywien posagu oraz wiana na Rydzynie oraz 6 wsiach, w tym m.in. na  wsi Dąbcze. W 1467 syn Jana także Jan Rydzyński zwany Starszym zapisał żonie Jadwidze Jarogniewskiej 200 grzywien wiana na swej połowie z działów z braćmi oraz stryjem Wawrzyńcem Rydzyńskim w mieście Rydzynie oraz na trzech wsiach, w tym m.in. na wsi Dąbcze. W 1479 po śmierci Jana Starszego jego majątek odziedziczyli synowie oraz bracia niedzielni Piotr, Wojciech i Mikołaj. W latach 1513–1531 właścicielami majątków we wsi byli Piotr Rydzyński wraz z żoną Anną z Gołanic oraz jego brat Mikołaj Rydzyński. 
W 1510 we wsi odnotowano 4 łany folwarczne należących do dziedzica Rydzyńskiego, 5 łanów należących do dziedzica Piotra Rydzyńskiego oraz 3 łany i 16 kwart należących do kmieci. W 1530 miał miejsce pobór podatków z 12 łanów oraz  z karczmy. W 1535 w Dąbczu odnotowano pół łana opuszczonego. W 1563 pobrano podatki z 19 i 3/4 łana, dwóch karczm, dwóch wiatraków, dwóch rzemieślników oraz 8 komorników. W 1564 w Dąbczu było 7,5 łanów kmiecych. W 1566 miał miejsce pobór z 19 łanów, od 6 zagrodników, dwóch wiatraków oraz z karczmy. W 1580 pobór z 18 łanów, 13 zagrodników, 4 łanów wolnych, 6 komorników, dwóch rzemieślników oraz dwóch wiatraków.
W wyniku II rozbioru Rzeczypospolitej w 1793, miejscowość przeszła w posiadanie Prus i jak cała Wielkopolska znalazła się w zaborze pruskim.
W latach 1975–1998 miejscowość administracyjnie należała do województwa leszczyńskiego.

## Obecnie
Miejscowość leży około 5 kilometrów od Leszna, które znajduje się pomiędzy dwoma dużymi centrami gospodarczymi – Poznaniem i Wrocławiem. Dąbcze nie należy do wsi o charakterze stricte rolniczym. Znaczna część mieszkańców nie zajmuje się już rolnictwem, lecz mieszka w Dąbczu, a pracuje na terenie Leszna i okolic. W ostatnich latach można było zaobserwować duży napływ ludności miejskiej przybywającej do Dąbcza w celu odpoczynku od miejskiego gwaru, hałasu itp. Skutkiem tego jest ciągłe powstawanie nowych osiedli domków jednorodzinnych na obrzeżach Dąbcza.
W Dąbczu znajduje się kilka zakładów produkcyjnych, np. PHU Wamet – producent wiat przystankowych, wiat stadionowych, portali wejściowych, wiatrołapów itp. Między Dąbczem a położoną na południe Rydzyną mieszczą się również salon samochodowy Citroen oraz stacja paliw ORLEN z restauracją.
W Dąbczu znajduje się również minitor żużlowy, na którym odbywają się treningi żużlowców drużyny Unii Leszno oraz turnieje żużlowe z udziałem zaproszonych gości z całego kraju.
W Dąbczu znajduje się Szkoła Podstawowa oraz Przedszkole Publiczne.
Na sali sportowej w Dąbczu swoje mecze rozgrywają tenisiści stołowi Klubu Sportowego Dąbcze. Drużynę tworzą mieszkańcy Dąbcza.

## Zabytki
W Dąbczu znajduje się drewniany kościół pod wezwaniem św. Katarzyny Aleksandryjskiej z 1666–1668, wiatrak-koźlak z 1766 r. oraz zabudowania folwarczne z II połowy XIX wieku.